# Indeep
Indeep fue una banda estadounidense de new wave originaria de Nueva York, fundada en los años 1980s, conocida básicamente por su exitoso sencillo "Last Night a D.J. Saved My Life".

## Carrera
La banda fue liderada por el músico Michael Cleveland, y fue conocido porque empleó una forma pelicular de realizar música con letras de hip hop apoyado por dos cantantes femeninas: Réjane Magloire y Rose Marie Ramsey.
"Last Night a DJ Saved My Life" fue lanzado por Sound of New York/Becket Records (SNY-5102) en 1982 alcanzando popularidad a principios de 1983, alcanzó a entrar en las 10 mejores canciones del R&B/Hip-Hop Songs y llegó al puesto #2 en el Hot Dance Club Songs como también en el UK Singles Chart y su certificación fue de oro en ventas en Francia. El sencillo siguiente When Boys Talk, no llegó al otro lado del océano Atlántico, que, combinado por su éxito anterior, puso a la banda en la categoría de one-hit wonder. Más tarde, la cantante Réjane Magloire disfrutó del éxito de la banda de techno-house belga Technotronic, al que perteneció durante un tiempo. "Last Night a DJ Saved My Life" fue versionada por la cantante Mariah Carey en el 2001 para su álbum Glitter alcanzando el puesto #25 en España.

## Discografía

### Álbumes de estudio
- Last Night a D.J. Saved My Life! (1982)
- Pajama Party Time (1984)
- The Collection (1991)

### Sencillos
- "Last Night a DJ Saved My Life" (1982) (US R&B #10, US Club #2, UK #13, IRL #18)
- "When Boys Talk" (1983) US R&B #32, US Club #16, UK #67
- "Buffalo Bill" (1983) US R&B #81
- "The Record Keeps Spinning" (1983) US Black #45
- "The Rapper" (1984)
- "The Night the Boy Learned How to Dance" (1984)

- Datos: Q1661031